# Йошіхіко Аміно
Йошіхіко Аміно (яп. 網野 善彦, хепб. Amino Yoshihiko; 22 січня 1928 – 27 лютого 2004) — японський марксистський історик і громадський інтелектуал, відомий передусім своїм новаторським підходом до вивчення середньовічної історії Японії.
Попри те, що його праці майже не публікували на Заході, японські письменники та історики вважають Аміно одним із найвизначніших істориків Японії ХХ століття. Деякі з його відкриттів тепер доступні англійською мовою у вигляді яскравого й особистісного викладу того, як він переглянув багато усталених уявлень про історію Японії.

## Біографія
Народившись у префектурі Яманасі в 1928 році, Йошіхіко Аміно здобув середню освіту в Токіо. У Токійському університеті він навчався під керівництвом марксистського історика Ісімоди Шьо (1912–1986), де вперше долучився до марксистської історіографії та студентського руху в ранній повоєнний період.
Після завершення навчання Аміно кілька років викладав у середній школі, а в 1956 році розпочав свою академічну кар'єру як доцент Наґойського університету. У 1980 році він залишив престижну посаду в державному університеті та приєднався до Канагавського університету як професор Молодшого коледжу та науковий співробітник Канагавського дослідницького центру. Це рішення дало йому змогу більше зосередитися на дослідженнях і публікаціях. Разом з антропологом Міятою Нобору (1936–2000) в 1982 році він заснував міждисциплінарний семінар при новоствореному Інституті японського фольклору. Хоча Аміно продовжував писати до самої смерті, у 1998 році він відійшов від викладання та інституційної дослідницької роботи.
Свою академічну діяльність він розпочав із вивчення життя мешканців ізольованих сіл та маргіналізованих позаурбаністичних спільнот Японії. Завдяки ретельному аналізу першоджерел він зміг відтворити світогляд неаграрних селянських громад, які мали мало спільного з образом «типового японця», сформованим націоналістичними істориками. Аміно дійшов висновку, що середньовічна Японія не була єдиною культурно чи соціально інтегрованою державою, а радше складалася з мозаїки окремих суспільств, деякі з яких, наприклад, взагалі не знали про існування японського імператора.
На основі цих досліджень, особливо останні тридцять років свого життя, Аміно ініціював масштабний перегляд усталених уявлень про японську історію та суспільство. Він критикував домінуючі академічні догми, що зберігалися ще з періоду Мейдзі, та став одним із найвпливовіших деконструкторів міфів і постулатів ніхондзінрону (теорій про унікальність японської нації).
Аміно помер від раку легенів 27 лютого 2004 року увіці 76 років.

## Спадщина і вплив
Йошіхіко Аміно опублікував щонайменше 486 відомих праць – від газетних і журнальних інтерв’ю, статей, рецензій на книги, діалогів та круглих столів до кількох сотень наукових статей і понад двадцяти книг, зокрема монографій, збірок есеїв та багатотомних серій на історичні та етнографічні теми.
Професор історії Вільям Джонстон з Весліанського університету зазначає: «Повноцінне ознайомлення з творчістю Аміно, ймовірно, вимагало б окремої книги».
Водночас Джонстон пише:
Попри його величезний науковий доробок і авторитет у Японії, англійською мовою перекладено лише кілька його статей і одну книгу (і навіть вона досі не опублікована). Один із провідних дослідників ранньомодерної Японії якось сказав мені: «Усі говорять про "Muen, kugai, raku", одну з найважливіших книг Аміно, але мало хто її читав». Те саме можна сказати й про більшість його праць.

Це зумовлено двома чинниками. По-перше, значна частина його досліджень має вузьку спеціалізацію, зосереджуючись на середньовічній Японії. По-друге, важливе значення має контекст, у якому читають його роботи. Багато його статей і монографій ретельно аналізують такі аспекти, як моделі землеволодіння, форми оподаткування, локальні владні структури, зміни в правових кодексах і методи тлумачення історичних документів. Через це навіть у Японії його праці цікавлять здебільшого фахівців.

Хоча його пізніші роботи привернули увагу ширшої японської аудиторії, за межами Японії їх сприймають значно меншою мірою. Це особливо стосується його досліджень з питань етнічного походження японців, статусу імператора, вирощування та споживання рису, географії та інших тем... Зрештою, хоча багато його праць могли б зацікавити студентів і дослідників японської історії за межами Японії, нестача перекладів залишається серйозною перешкодою.
Як зазначалося раніше, деякі ключові відкриття Аміно тепер доступні англійською мовою у зрозумілому і легкому для читання форматі.

## Вибрані твори

#### Книги
- 1991: 日本の歴史をよみなおす (Reinterpreting Japanese History). Tokyo: Chikuma Shobo.
- 1990: 日本論の視座――列島の社会と国家 (A New Standpoint on Nihon-ron: Society and the State on the Archipelago). Shogakkukan.
- 1978: 無縁・公界・楽――日本中世の自由と平和 (Muen, Kugai, Raku: Liberty and Peace in Medieval Japan). Heibonsha.
- 1966: 中世荘園の様相 (Conditions on Medieval Estates).

#### Статті
- 2007: "Medieval Japanese Constructions of Peace and Liberty: Muen, Kugai, and Raku". International Journal of Asian Studies 4 (1): 3–14.
- 2001: "Commerce and finance in the Middle Ages: The beginnings of ‘capitalism’". Acta Asiatica 81: 1–19.
- 1996: "Emperor, Rice, and Commoners". In Donald Denoon, Mark Hudson, Gavan McCormack, and Tessa Morris-Suzuki, eds. Multicultural Japan: Palaeolithic to Postmodern. Cambridge, UK: Cambridge University Press, 1996: 235–245
- 1995: "Les Japonais et la mer" ("The Japanese and the Sea"). Annales 50 (2): 235–258. (French)
- 1992: "Deconstructing 'Japan'". East Asian History 3: 121–142. Translated by Gavan McCormack, pdf available
- 1983: "Some problems concerning the history of popular life in medieval Japan". Acta Asiatica 44: 77–97.